# Dirk Haaga
Dirk Haaga (* 26. August 1962; † 2. Oktober 2006 am Hahntennjoch, Bezirk Imst, Tirol) war ein deutscher Informatiker und Geschäftsführer von Red Hat Deutschland.
Haaga studierte Informatik an der Universität in Stuttgart. Im Jahr 1994 gründete er die Delix Computer GmbH mit den Geschäftsschwerpunkten Linux und Internet. Delix brachte 1995 die erste deutschsprachige Linux-Distribution Deutsche Linux-Distribution (DLD) auf den Markt. 1999 wurde der Geschäftsbereich Linux an Red Hat verkauft und in diesem Zusammenhang die Red Hat Deutschland GmbH gegründet. Seitdem war Haaga bis zu seinem Tod Geschäftsführer der Red Hat Deutschland GmbH.
Haaga war Mitbegründer und Mitglied des ersten Vorstands des 1997 gegründeten LIVE Linux-Verband e.V. und der 2005 gegründeten Linux Solutions Group e.V. (Lisog).
Er verunglückte am 2. Oktober 2006 bei einem Motorradunfall am Hahntennjoch im Tiroler Bezirk Imst tödlich.